# Hyptia pallidigena
Hyptia pallidigena är en stekelart som beskrevs av Jean-Jacques Kieffer 1910. Hyptia pallidigena ingår i släktet Hyptia och familjen hungersteklar. Inga underarter finns listade i Catalogue of Life.